# Mucheln
Mucheln là một đô thị in the huyện Plön, trong bang Schleswig-Holstein, nước Đức. Đô thị Mucheln có diện tích 14,28 km², dân số thời điểm 31 tháng 12 năm 2006 là 613 người.